# Eospinus
Eospinus es un género extinto de peces actinopterigios prehistóricos. Fue descrito por Tyler and Bannikov en 1992.
Vivió en Italia y Turkmenistán.